# Dobra distribucijska praksa
Dobra distribucijska praksa (DDP, angl. GDP − Good Distribution Practice) je sistem kakovosti v farmacevtski industriji, ki se nanaša na organizacijo, izvajanje in nadzor shranjevanja izdelkov po določenem redu pred nadaljnjo uporabo ali dajanjem v promet in prevoz izdelkov od proizvajalca do končnega uporabnika. Za Slovenijo veljajo načela in smernice dobre distribucijske prakse, ki jih za zdravila in za učinkovine sprejme in objavi Evropska komisija. Distribucija zdravil preko veletrgovcev z zdravili je namreč pomembna stopnja v celotni verigi preskrbe z zdravili, distribucijska mreža zdravil pa postaja vse kompleksnejša. Smernice dobre distribucijske prakse opredeljujejo ustrezne zahteve za opravljanje dejavnosti distribucije zdravil ter za preprečevanje vstopa ponarejenih zdravil v zakonito distribucijsko verigo.